# Gynoplistia conjuncta
Gynoplistia conjuncta là một loài ruồi trong họ Limoniidae. Chúng phân bố ở miền Australasia.